# Набиев, Вали Набиевич
Вали Набиевич Набиев (1916—2000) — участник Великой Отечественной войны, помощник командира сабельного взвода 60-го гвардейского кавалерийского полка 16-й гвардейской Черниговской кавалерийской дивизии 7-го гвардейского кавалерийского корпуса 61-й армии Центрального фронта,
Герой Советского Союза, гвардии старшина.

## Биография
Родился 18 января (31 января по новому стилю) 1916 года в кишлаке Нагзакарон (ныне Гиждуванского района Бухарской области Узбекистана) в семье дехканина. Узбек.
Окончил 7 классов, работал в сельском хозяйстве.
В Красной Армии в 1936—1938 годах и с декабря 1941 года. Участник боёв с японскими милитаристами у озера Хасан в 1938 году. На фронтах Великой Отечественной войны с января 1943 года. Член ВКП(б)/КПСС с 1943 года.
Помощник командира сабельного взвода 60-го гвардейского кавалерийского полка гвардии старшина Вали Набиев в бою 18 сентября 1943 года в районе посёлка городского типа Березна Менского района Черниговской области Украины разведал оборону противника, выявил слабо защищённые участки и с ходу ворвался в Березну, вызвав панику в рядах обороняющихся, что способствовало успешному освобождению этого населённого пункта.
Взвод гвардии старшины Набиева участвовал в освобождении сёл Бегач, Лопатин Черниговской области Украины.
Отважный командир взвода в числе первых с группой автоматчиков преодолел реку Днепр и обеспечил переправу эскадрона.
Указом Президиума Верховного Совета СССР «О присвоении звания Героя Советского Союза генералам, офицерскому, сержантскому и рядовому составу Красной Армии» от 15 января 1944 года за «образцовое выполнение боевых заданий командования на фронте борьбы с немецкими захватчиками и проявленными при этом отвагу и геройство» гвардии старшине Набиеву Вали Набиевичу присвоено звание Героя Советского Союза с вручением ордена Ленина и медали «Золотая Звезда» (№ 3014).
После войны мужественный воин-кавалерист демобилизован. Жил в городе Гиждуван — районном центре Гиждуванского района Бухарской области Узбекистана. В 1948 году окончил партийную школу, в 1959 году — Бухарский сельскохозяйственный техникум. До выхода на пенсию работал начальником Гиждуванского районного межколхозного комбината бытового обслуживания.
Скончался 6 марта 2000 года.

## Награды
- Награждён орденами Отечественной войны 1-й и 2-й степени, Трудового Красного Знамени, «Знак Почёта», медалями.

## Память
- Имя В. Н. Набиева высечено золотыми буквами на мемориальных досках вместе с именами всех 78-и Героев Советского Союза 112-й Башкирской (16-й гвардейской Черниговской) кавалерийской дивизии, установленных в Национальном музее Республики Башкортостан (город Уфа, улица Советская, 14) и в музее 112-й (16-й гвардейской) Башкирской кавалерийской дивизии (город Уфа, улица Левитана, 27).